# Ghiandola di Brunner

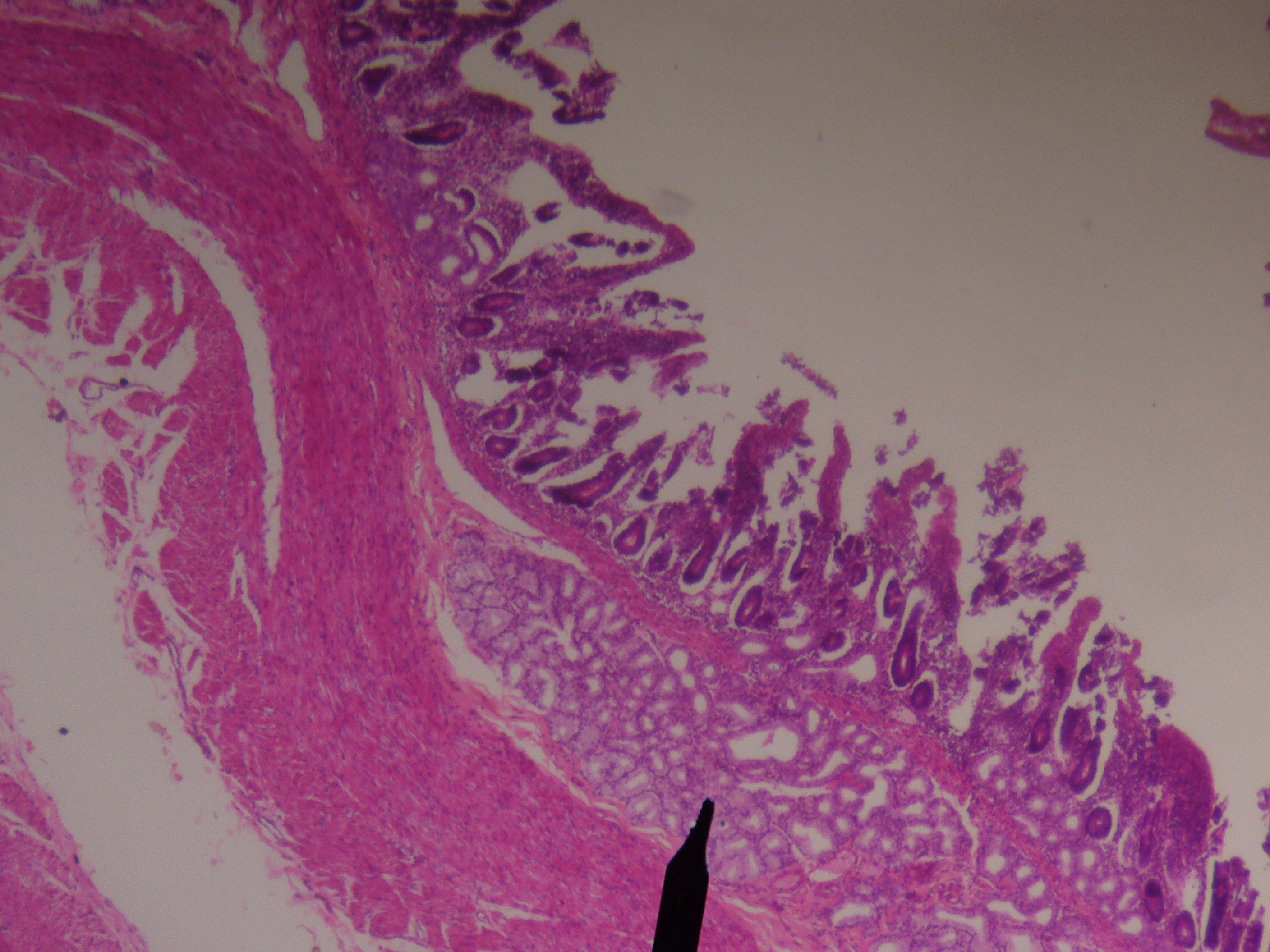
Le ghiandole di Brunner

Le Ghiandole di Brunner sono ghiandole esocrine, tubulari composte situate nella tonaca sottomucosa del duodeno. In prossimità della giunzione duodeno-pilorica sono situate nella tonaca propria della mucosa, per traslare successivamente nella tonaca sottomucosa. Queste ghiandole producono un muco alcalino che serve a proteggere la mucosa intestinale dall'acidità del chimo gastrico.

## Posizionamento
Si trovano nella tonaca sottomucosa del duodeno (ovvero strato connettivo interposto tra la tonaca mucosa e lo strato più esterno di un viscere cavo), al di sotto delle ghiandole del Galeazzi, che raggiungono con i loro dotti.

## Patologia
Ad esse è associato l'adenoma di Brunner, una rara neoplasia generalmente benigna che origina da queste ghiandole.